# Martin Huston
Martin Huston (Lexington, 8 febbraio 1941 – Manhattan, 8 agosto 2001) è stato un attore statunitense.

## Biografia
Huston è nato a Lexington, nel Kentucky. Lui e la sua famiglia si trasferirono a New York, dove Huston frequentò la Columbia University. Ha iniziato la sua carriera come attore nel 1951, apparendo nella serie televisiva antologica Lux Video Theatre. Nel 1953, Huston recitò nel ruolo principale della sitcom radiofonica e televisiva My Son Jeep,
Dal 1955 al 1956 Huston recitò nel ruolo di Skipper nella serie televisiva Jungle Jim.
Huston fece il suo debutto teatrale nel 1959 nella commedia di Broadway, intitolata Only in America. Altri crediti teatrali includono Come Blow Your Horn, Take Her, She's Mine and A Race of Hairy Men!.
L'ultima opera teatrale in cui Huston ha recitato è stata la commedia di Broadway del 1970 Norman, Is That You?. Si ritirò dalle scene nel 1971.
È morto di cancro a Manhattan, New York, nell'agosto 2001, all'età di 60 anni.

## Filmografia

### Cinema
- Calliope, regia di Matt Cimber (1971)

### Televisione
- Lux Video Theatre – serie TV, 1 episodio (1951)
- Hallmark Hall of Fame – serie TV, 1 episodio (1952)
- Mister Peepers – serie TV, 1 episodio (1953)
- My Son Jeep – serie TV, 11 episodi (1953)
- The Web – serie TV, 1 episodio (1953)
- Inner Sanctum – serie TV, 1 episodio (1954)
- Jungle Jim – serie TV, 26 episodi (1955-1956)
- Kraft Television Theatre – serie TV, 1 episodio (1958)
- Too Young to Go Steady – serie TV, 7 episodi (1959)
- Diagnosis: Unknown – serie TV, 9 episodi (1960)
- The United States Steel Hour – serie TV, 1 episodio (1960)
- 'Way Out – serie TV, 1 episodio (1961)
- Coronet Blue – serie TV, 1 episodio (1967)
- Lancer – serie TV, 1 episodio (1970)